# Colonia la Concepción
Colonia la Concepción är en ort i Mexiko.   Den ligger i kommunen Quimixtlán och delstaten Puebla, i den sydöstra delen av landet, 210 km öster om huvudstaden Mexico City. Colonia la Concepción ligger 2 044 meter över havet och antalet invånare är 679.
Terrängen runt Colonia la Concepción är kuperad åt sydväst, men åt nordost är den bergig. Runt Colonia la Concepción är det ganska glesbefolkat, med 36 invånare per kvadratkilometer. Närmaste större samhälle är Huatusco de Chicuellar, 16,9 km sydost om Colonia la Concepción. I omgivningarna runt Colonia la Concepción växer huvudsakligen savannskog.